# کولراج رانداوا
کولراج رانداوا (به انگلیسی: Kulraj Randhawa) (زاده ۱۶ می ۱۹۸۳) بازیگر هندی است.
از فیلم‌هایی که وی در آن نقش داشته‌است می‌توان به دیوانه روانی عاشق، دو مشکل دی و چینتو جی اشاره کرد.